# Белая колбаса

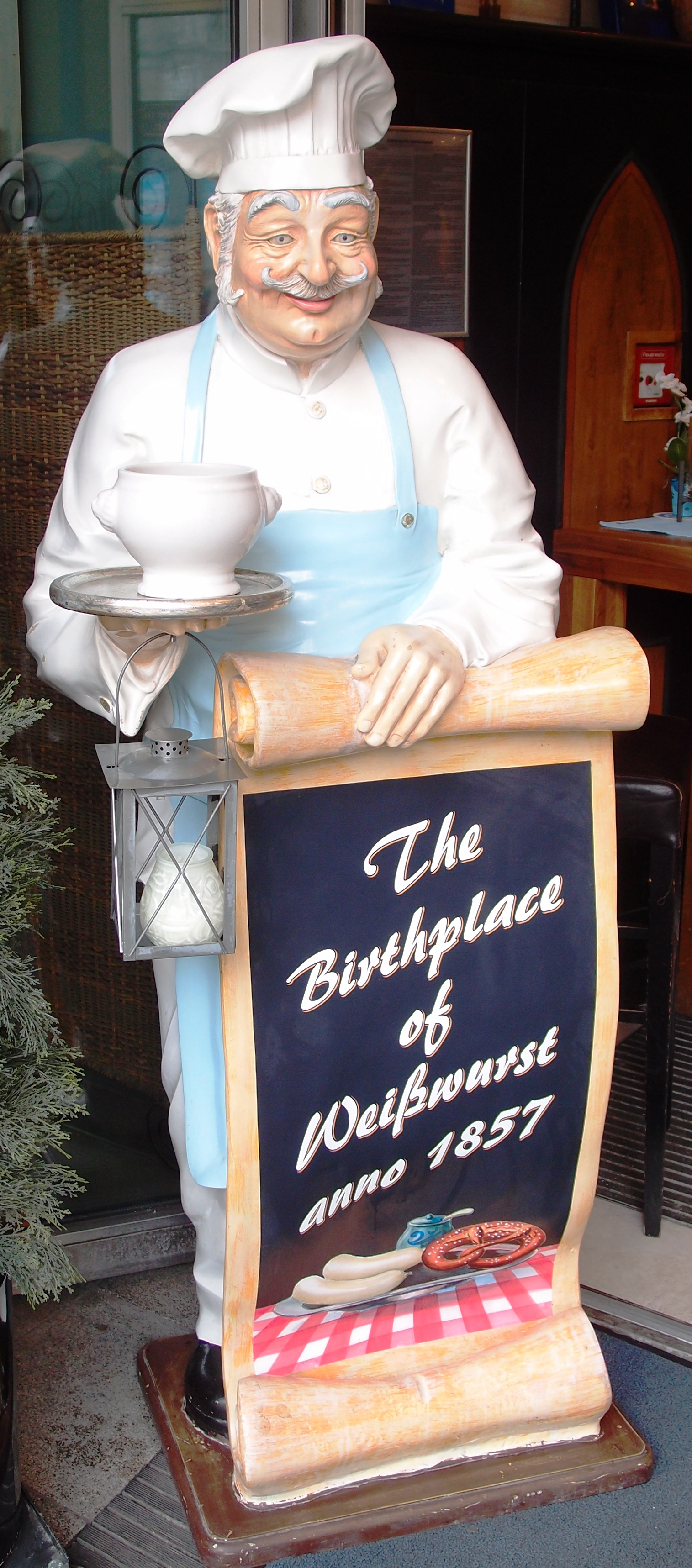
Памятная табличка белой колбасе у современного Wildmosers Restaurant-Cafe на Мариенплац

Белая колбаса, белая колбаска, ва́йсвурст (нем. Weißwurst, пол. biała kiełbasa) — вид сосисок для варки. Обычно производятся из телятины, свиного сала и пряностей в натуральной оболочке. Поскольку при её производстве не используются нитриты, она имеет не розовый, а светлый, бело-серый цвет. В Германии существует несколько видов белой колбасы, из которых наиболее известны мюнхенская, силезская и гамбургская. По шутливому «экватору белых сосисок» определяются культурные границы Баварии.

## Мюнхенская белая колбаса
Согласно легенде, белая колбаса появилась на свет 22 февраля 1857 года в центре Мюнхена, в популярном у извозчиков пивном трактире «Под вечным светом» мясника Зеппа Мозера на Мариенплац, 26, напротив Мюнхенской ратуши. В настоящее время у дверей заведения установлена фигура повара с соответствующей памятной табличкой. В самый разгар карнавала, в карнавальное воскресенье перед началом поста в Пепельную среду, когда ожидалось особо много клиентов, Мозер подготовил огромное количество телячьего фарша для братвурстов, но тут у мясника закончились овечьи черева, и ему пришлось формовать оставшийся фарш в имевшуюся в наличии свиную оболочку более широкого диаметра. Якобы Зепп Мозер опасался, что жёсткая свиная оболочка при жарке лопнет, и поэтому решил просто разогреть свои колбаски в кипятке. Позднее он усовершенствовал рецепт фарша для своего изобретения пряными травами. Противники этой версии утверждают, что Мозер ничего нового не изобретал, а обратился к старомюнхенскому рецепту колбасок под майское пиво «Бок», ведь есть даже гравюра 1814 года с изображением мюнхенцев, поедающих белые колбаски.
По традиции белую колбасу следует потреблять не позднее, чем часы пробьют полдень. Раньше фарш для белой колбасы прокручивали сразу после забоя из ещё нежной парной телятины и достаточно жёсткого сала, приправляли солью и перцем и измельчали на куттере с добавлением воды. Без нитритной соли в отсутствие холодильников приготовленная рано утром и хранившаяся в глиняных горшках белая колбаса имела очень ограниченный срок годности — лишь несколько часов. Фарш для современных белых колбасок куттируют не с водой, а со льдом, и хранят в холодильных установках, тем не менее, традиция поедания белых колбас до полудня сохраняется. Помимо ограниченного срока хранения имелась и другая причина: белую колбасу с удовольствием ели на второй завтрак мюнхенские ремесленники, и хозяин трактира просил простолюдинов освободить места до прихода на обед более прибыльных клиентов из высших сословий. Традиция поедания белых колбасок поздним утром существовала в Баварии задолго до изобретения бранча и стала своего рода его немецким вариантом — фрюшоппеном.
Мюнхенскую белую колбасу обычно подают по две штучки в порции в миске с кипятком, чтобы она быстро не остывала. Ещё к белой колбасе могут подать редьку, редис и бутерброды со сливочным маслом или маргарином, посыпанные рубленым зелёным луком-скородой. Существует два способа поедания мюнхенской белой колбасы: руками и столовыми приборами. Оболочку белой колбасы не едят. Если есть белую колбасу руками, её нужно открыть с одного кончика, надрезав ножом, и затем «вытягивать» ртом — всасывать колбасный фарш, держа в руке и помогая себе зубами. Считается, что по сноровке таких неаппетитных манипуляций с белой колбасой, называемых «цу́цельн», баварцы всегда опознают земляка. Во втором способе с помощью ножа и вилки на колбасе делают аккуратные продольный и поперечный разрезы крест-накрест, а затем тщательно выбирают фарш из получившихся четвертинок вилкой. Баварские мастера среди любителей белой колбасы умеют так искусно разделать её по диагонали, чтобы получился рисунок решётки с герба Баварии. Баварцы признают, что «цуцельн» выглядит не особо изысканно и, по официальным нормам столового этикета, предпочтительнее разрезать белую колбасу на четыре части, сначала поперёк, а потом повдоль, отделить фарш от оболочки и далее пользоваться при еде вилкой и ножом.

## Гамбургская белая колбаса
Белая колбаса появилась в Гамбурге при французах благодаря личному повару маршала Луи Даву, взявшему за основу рецепт французской свиной boudin blanc. Гамбургская белая колбаса зарекомендовала себя продуктом класса «люкс»: её тщательно готовили из высококачественной телятины с изысканными специями и чёрной икрой из эльбских осетров и подавали на великосветских приёмах. О гамбургском варианте белой колбасы благосклонно отзывался Карл Фридрих фон Румор. Авторы кулинарного словаря Роберт Хабс и Леопольд Роснер отдавали дань сытной мюнхенской белой колбасе и хвалили тонкий вкус деликатесной гамбургской. В XIX веке в Гамбурге белую колбасу забыли, не в последнюю очередь из страха перед обвинением в коллаборационизме с французами.

## Силезская белая колбаса

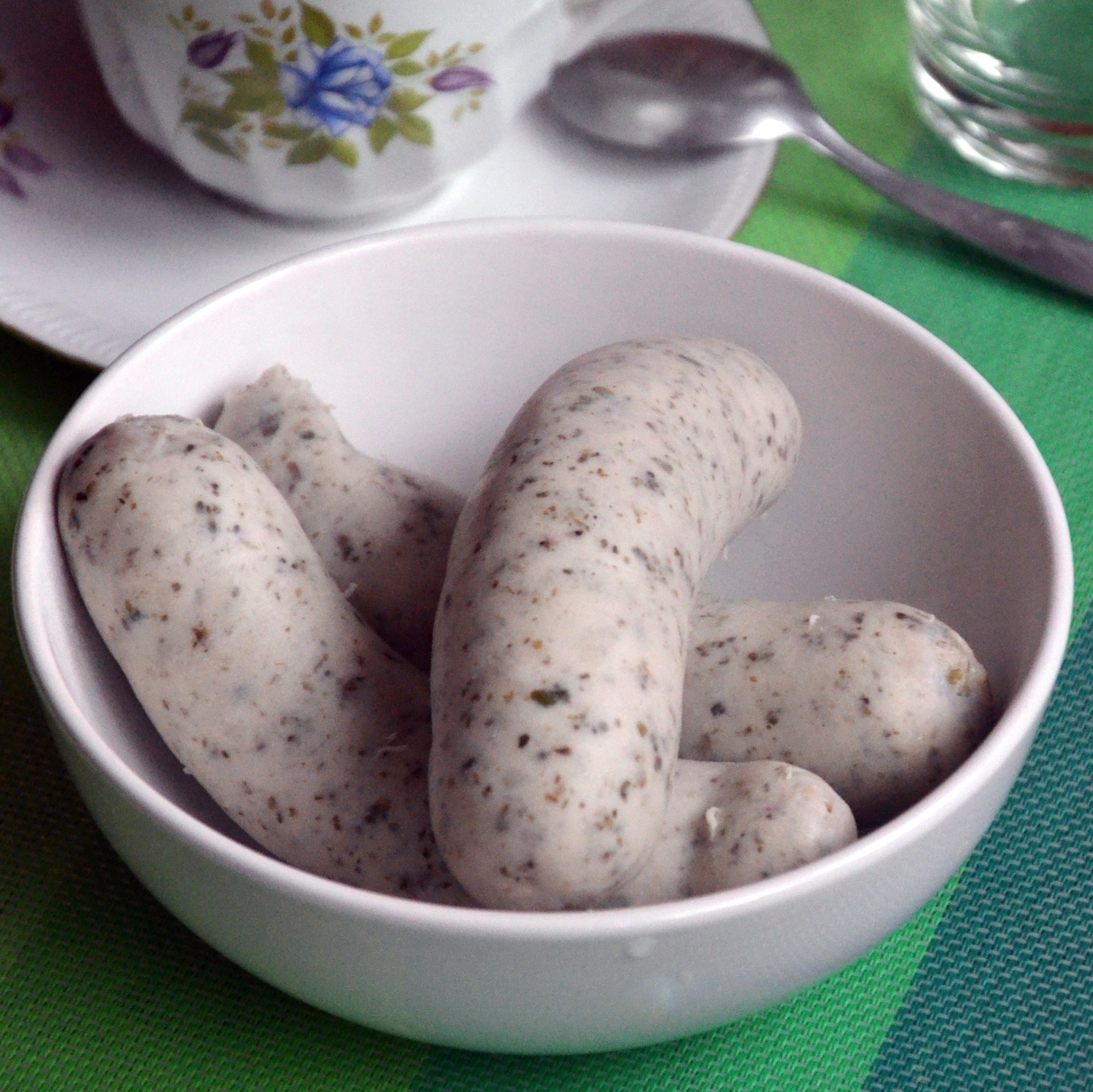
Силезская белая колбаса

Силезскую белую колбасу обычно готовят в декабре и подают на Рождество и Новый год. Колбаса состоит из телятины и свиного сала, которые размалываются в очень мелкую смесь, в которую добавляются пряности, лёд, лимон и белое вино. Фарш набивается в свиные кишки и несколько секунд варится. Готовую колбасу разогревают в воде, не доводя воду до кипения, или жарят в масле. Как типично силезское блюдо, её подают на стол вместе с картофельным пюре и квашеной капустой, вместо сладкой горчицы (баварский вариант приправы) подаётся пряничный соус: силезская подлива из крошеного пряника, который заваривается бульоном из копчёного мяса, сельдерея, моркови и пастернака и заливается тёмным пивом. В соус также добавляется изюм и миндаль.